# Tarachocelis microlepidopterella
Tarachocelis microlepidopterella (лат.) — ископаемый вид мелких насекомых из семейства Tarachocelidae, единственный в составе рода Tarachocelis. Семейство выделено в новый отряд Tarachoptera, близкий к бабочкам и ручейникам (надотряд Amphiesmenoptera). Обнаружены в бирманском янтаре мелового периода (Юго-Восточная Азия, Мьянма, возраст около 99 млн лет).

## Описание
Мелкого размера крылатые насекомые, длина тела около 3 мм (длина переднего крыла 3 мм; длина заднего крыла 2,9 мм). Голова вытянутая и немного сплющенная в спинно-брюшком направлении. Скапус и педицель вместе примерно равны диаметру глаза. Усики из 23 члеников. Все голени без шпор. В переднем крыле развиты перекрёстные жилки cu–r1 и r1–r2+3. 
Строение и филогенетический анализ показали, что Tarachoptera является сестринской группой к отрядам бабочек и ручейников (надотряд Amphiesmenoptera).
Впервые был описан в 2017 году немецкими и китайскими энтомологами из научных учреждений Берлина, Кёльна, Кесхофена, Нанкина и Пекина по типовой серии из бирманского янтаря (Мьянма). Видовое название T. microlepidopterella происходит из-за сходства с микрочешуекрылыми.
Tarachoptera стал пятым новым отрядом насекомых, установленным в XXI веке после Mantophasmatodea в 2002 году (позднее их понизили до уровня подотряда), отряда Nakridletia в 2010 году, Coxoplectoptera в 2011 году и Alienoptera в 2016 году.